# فلزها در پزشکی

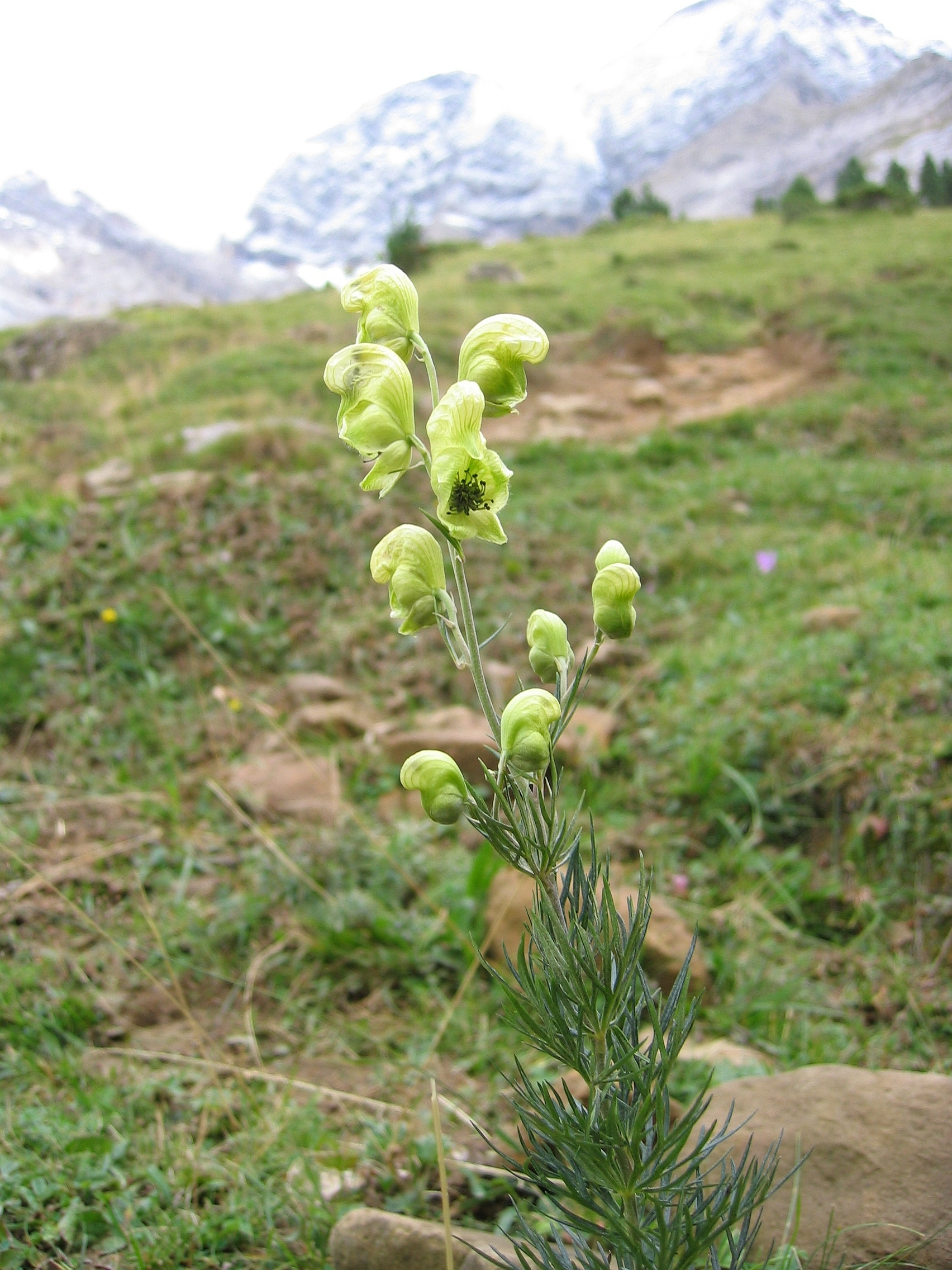
گل تاج‌الملوک که زهر هلاهل از آن گرفته می‌شده است، در دوران باستان برای درمان برخی بیماری‌ها به‌کار برده می‌شده است

فلزها در پزشکی با هدف‌های تشخیصی و درمانی بهره‌جویی می‌شوند. ترکیب‌های معدنی معمولاً در ارگانیسم‌ها برای زندگی لازم هستند. آن‌ها به صورت کوفاکتور در بسیاری از آنزیم‌ها حضور دارند که آن‌ها را در اصطلاح، متالوپروتئین می‌گویند. مهم‌ترین نقش‌های فلزها در پزشکی در شش دسته بزرگ طبقه‌بندی می‌گردند:
دارونشانی
؛تشخیص پزشکی
؛شیمی‌درمانی
؛چیره‌شدن بر مقاومت دارویی
؛پرتوشیمی پزشکی
و داروها

## تاریخچه
شاید اولین دست نوشتهٔ ثبت شده در استفاده از دارو مربوط به مصری‌هاست که حدود ۱۵۰۰ سال قبل از میلاد بر روی کاغذ پاپیروس نگاشته شده‌است؛ و در آن حدود ۸۰۰ مورد از عوامل دارویی بیان شده‌است که برخی از آن‌ها امروزه به عنوان مواد سمی قلمداد می‌شوند از قبیل گل تاج‌الملوک، شوکران، تریاک و فلزاتی نظیر مس، سرب و آنتیموان. استفاده از جیوه در پزشکی در یونان باستان به وسیله دایوسکوریدس مورد اشاره قرار گرفته‌است و پس از وی، پورسینا در ایران برای مقابله با شپش و بهبود زخم از آن استفاده نموده است. البته او اولین کسی است که اثرات سمی جیوه را گزارش کرده‌است. مشخصاً، کشف ترکیب‌های معدنی به عنوان دراو مبتنی بر مشاهده اثرات درمانی آن‌ها بوده‌است. دو مورد از اولین مواد معدنی شامل استفاده از کلرید جیوه به عنوان عامل ادرارآور و کمپلکس‌های آهن به عنوان مصنوعات معدنی حدود ۵۰۰ سال پیش کشف شدند. بعدها کمپلکس‌های طلا نیز به عنوان مواد ضدباکتری علی‌الخصوص برای درمان بیماری سل در آغاز قرن بیستم مورد استفاده قرار گرفتند.

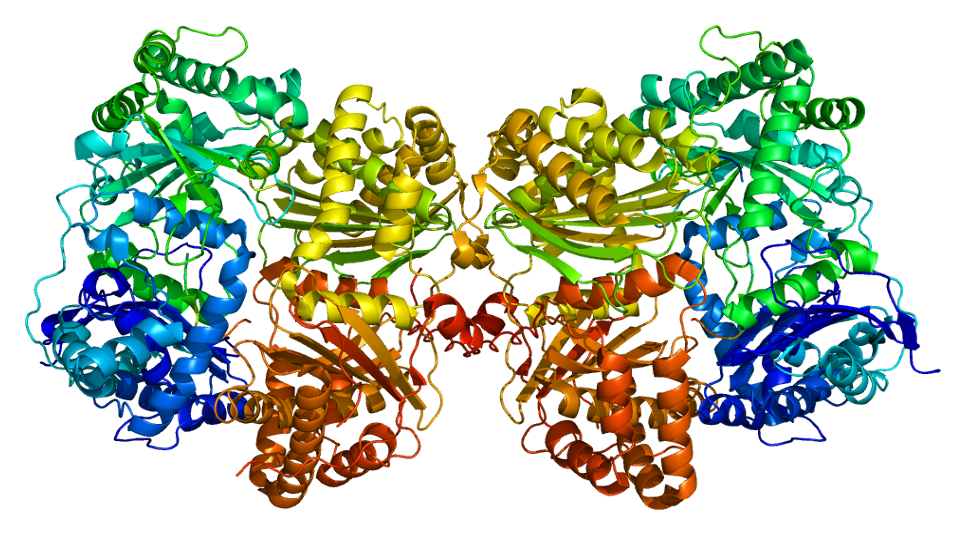
آنزیم تجزیه‌کننده انسولین که از ترکیب‌های فلز روی است

ترکیب‌های آلی فلزی واکنش‌های شیمیایی را از خود نشان می‌دهند که نه متعلق به فلز و نه متعلق به لیگاند آلی به تنهایی است. این واکنش‌ها می‌توانند با تغییر خواص الکترونی و فضایی لیگاندهای بیرونی یا به وسیلهٔ تنوع فلزات و حالت‌های اکسایش، بستر جدیدی برای داروپردازی ایجاد کنند.

## سازوکار درمانی ترکیب‌های آلی فلزی
اگرچه ترکیب‌های آلی فلزی برای سیستم‌های زیستی به عنوان عوامل سمی شناخته می‌شوند، با این حال داروهای با بنیان فلزات واسطه روز به روز از اهمیت بیشتری در درمان برخوردار می‌شوند. افزودن یون‌های فلزی درون درشت‌مولکول‌های زیستی از قبیل پروتئین‌ها و نوکلئیک‌اسیدها خود زمینهٔ گسترده‌ای در تحقیقات به‌شمار می‌رود. استفاده از ترکیب‌های آلی فلزات واسطه در داروسازی بسیار وسیع می‌باشد. در سال‌های اخیر از تعداد زیادی دارو به خاطر فعالیت‌های درمانی آن‌ها در گسترهٔ عظیمی از بیماری‌ها رونمایی شده‌است، اما فقط تعداد انگشت شماری از آن‌ها وارد چرخه پزشکی شده‌اند. در طول فرایند استفادهٔ آزمایشی مشخص شده‌است که تغییرات کوچک ساختاری به نحو قابل توجهی قدرت تغییر در خواص دارویی بسیاری از داروها را دارد. پر واضح است که لیگاندهای آلی فلزی فرصت‌هایی را ارائه می‌دهند که با داروهای کمپلکس‌بنیانِ کوردینه‌شدهٔ سنتی قابل دسترس نمی‌باشد.

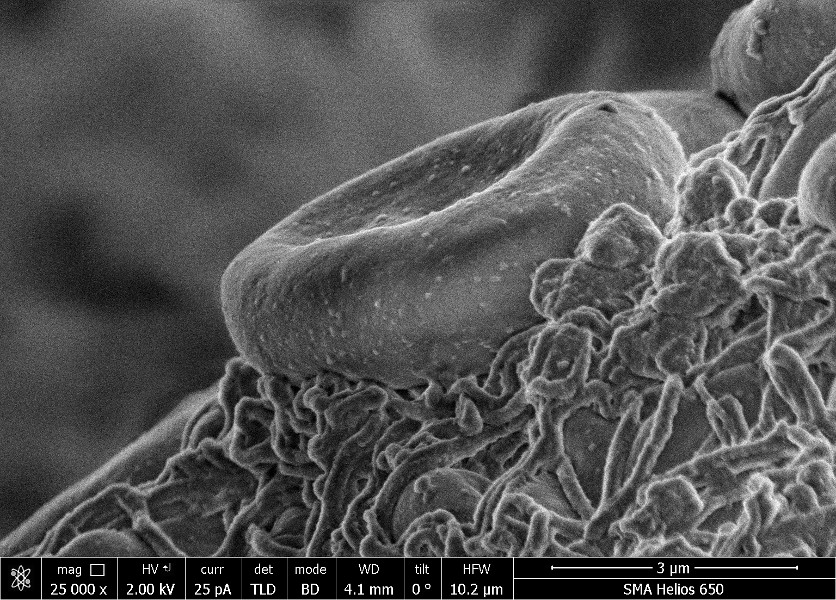
هموگلوبین که در گلبول قرمز، اکسیژن را منتقل می‌کند دارای مرکز آهن، در ساختار خود است

| فلز      | کاربرد دارویی                                                     |
| مس       | عوامل تشخیصی و تصویربرداری، پرتودرمانی، درمان‌های فوتودینامیک      |
| طلا      | ورم رماتوئید، آسم، مالاریا، سرطان، عفونت‌های باکتریایی             |
| روتنیوم  | مالاریا، چاگاس، ایدز، عفونت‌های باکتریایی، سرطان                   |
| آهن      | درمان‌های فوتودینامیک، کاهش فشار خون، افزایش غلظت فسفات            |
| پلاتین   | تومورهای بدخیم، عفونت‌های میکروبی و ویروسی، درمان‌های فوتو دینامیک  |
| نقره     | امراض پوستی، عفونت‌های انگلی و میکروبی، عوامل تشخیصی و تصویربرداری |
| ییتریوم  | پرتودرمانی، خودایمنی، عوامل تشخیصی و تصویربرداری                  |
| بیسموت   | نارسایی معده، سفلیس، گلودرد، بیماری‌های گوارشی                     |
| منیزیم   | ملین، پرکاری غدد، ضد اسید                                         |
| کبالت    | عوامل تشخیصی و تصویربرداری، ویتامین B12، درمان‌های فوتو دینامیک    |
| آنتیموان | لیشمانیاز                                                         |
| کروم     | دیابت، عوامل تشخیصی و تصویربرداری                                 |
| جیوه     | نارسایی قلبی، درمان زخم، عامل مدرر، عفونت‌های میکروبی              |

## نقش ترکیب‌های آلی فلزی در چیره شدن بر مقاومت دارویی
یکی از راه‌های بازگرداندن فعالیت آن دسته از داروهای آلی که دچار مقاومت شده‌اند اصلاح ساختارها به گونه‌ای است که شامل یک فلز شوند که البته عمدهٔ آن‌ها ترکیب‌های آلی فلزی هستند. در آغاز سال ۱۹۷۵ مشخص شد در آنتی‌بیوتیک‌های پنی‌سیلین و سفالوسپرین، تعویض گروه‌های آروماتیک با بخش‌های فروسینل، تشکیل ترکیب‌هایی با تفاوت آنتی‌باکتریال در مقابل آسیب‌های مختلف استافولوکوس آوریوس نسبت به خود آنتی‌بیوتیک اولیه می‌دهد.
فروسینل-پنی‌سیلین فعالیت قابل مقایسه‌ای با بنزیل-پنی‌سیلین نشان داده است و علاوه بر آن توانسته مانع فعالیت بتا-لاکتاماز که یکی از آنزیم‌های مؤثر در مقاومت باکتریایی در برابر آنتی‌بیوتیک‌های نوع پنی‌سیلین است، شود.

### مالاریا
مشتقات آلی فلزی داروهای ضدتکثیر آلی، در مقابله با مقاومت دارویی داروهای ضد انگلی کارگر می‌افتند. مالاریا یکی از معروف‌ترین این بیماری‌ها برای مطالعه است. نزدیک به نیمی از جمعیت زنده جهان به وسیلهٔ مالاریا پیوسته تهدید می‌شود.

#### بیماری‌زاییو درمان
چهار نوع انگل پلاسمودیوم باعث مالاریای انسانی می‌شود: پلاسمودیوم فالسیپاروم، پلاسمودیوم ویواکس، پلاسمودیوم مالاریائه و پلاسمودیوم اوویل. حادترین نوع مالاریا که منجر به مرگ می‌شود توسط انگل پلاسمودیوم فالسیپاروم بروز می‌کند. برای مالاریا دو نوع درمان عمده وجود دارد. یکی از طریق سنتز فولینیک‌اسید (فولات) که شامل ترکیب‌هایی از قبیل سولفونامید، پیریمتامین و کلروگوانید است. این داروها چون از طریق ایجاد جهش در آنزیم‌های هدف عمل می‌کنند نیازمند زمان طولانی برای اثرگذاری هستند و در نتیجه مقاومت دارویی سریع‌تر برای آنان اتفاق می‌افتد. گروه دوم ترکیب‌های شامل کلروکین، پریماکین، کوینین و هم‌خانواده‌های آن‌ها هستند. این گروه داروها سریع‌تر از دسته اول عمل می‌کنند و با اجتماع در انگل، در راه متابولیسم هموگلوبین میزبان دخالت نموده، از بسپارش هم در هموزین جلوگیری می‌کنند. جلوگیری از این فرایند منتج به اجتماع مونومرهای سمی هِم می‌گردد که باعث مسموم شدن انگل می‌شود. این داروها ممکن است با تغییر pH در حفره گوارشی کارکرد آنزیمی را قطع کنند.

#### مقاومت دارویی کلروکین
داروهای آلی از قبیل کلروکین در برابر انگل مالاریا به سرعت عمل می‌کنند، با این حال مقاومت دارویی به کلروکین از طریق مکانیسم‌های جذب و انتشار به نحو فزآینده‌ای در حال معمول شدن است. سرعت انتشار کلروکین در انگل‌های مقاوم چهل بار بیشتر از نمونه‌های حساس (غیر مقاوم) است. بسیاری از درمان‌های معمول مالاریا به علت بی اثر شدن، جای خود را به روش‌های نوین درمانی می‌دهد.

#### چیره‌شدن بر مقاومت دارویی
چسباندن کلروکین به مراکز فلزی چه به صورت کوردیناسیون مستقیم و چه به صورت پیوند کووالانسی نشان داده است که می‌تواند بر مقاومت دارویی چیره شود. ترکیب‌های معدنیِ فلزبنیانِ کلروکین و ترکیب‌های آلی رودیوم و آلی آهن از خود فعالیت‌های بیشتر ضدمالاریایی نشان می‌دهند.
با این حال فقط یک ترکیب آلی آهن، که مشتق فروسن است، به‌طور کلی فعالیت کلروکین در برابر آسیب‌های مقاوم به دارو را بازیابی می‌کند. فروسن به تنهایی فاقد قدرت ضد مالاریایی است، اما با جایگزینی یک زنجیرهٔ کربنی کلروکین با یک گروه آب‌گریز فروسنیل در حالی که موقعیت‌های دو اتم نیتروژنِ برون‌حلقه‌ای کلروکین حفظ شود داروی ضد مالاریایی قدرتمندی می‌سازد.

### لیشمانیاز
به‌طور مشابه بسیاری از داروهای آلی برای درمان بیماری‌های چاگاس، لیشمانیاز و بیماری‌های کرم هلمینز استفاده می‌شده‌اند که امروزه به خاطر مقاومت دارویی بی اثر شده‌اند.
باکتری لیشمنیا دونووانی که عامل بیماری لیشمانیاز است، از طریق گزیدن پشه خاکی (سالک) سالانه بین تقریباً ۱۵ میلیون نفر منتقل می‌شود. این بیماری در صورت عدم درمان می‌تواند کشنده باشد و داروهای معمول آلی آن از قبیل پنتامیدین، آمفوتریسین بی، آمینو سیدین و داروهای آنتیموانی به علت مقاومت دارویی تقریباً بی اثر شده‌اند.
با برخی از این ترکیبات با فلزات، کمپلکس‌های آلی فلزی ساخته شده‌است و برای فعالیت‌های ضد انگلی بیماری لیشمانیاز مورد ارزیابی قرار گرفته‌اند. پنتامیدین، یکی از این داروهای ضد انگلی بود که با برخی از مراکز فلزی تشکیل کمپلکس داده و فعالیتش مورد بررسی قرار گرفته‌است. در این بررسی‌ها مشخص شده‌است که یکی از مشتقات آلی اوسمیوم در ترکیب با پنتامیدین ۷٬۵ برابر اثر درمانی بیشتری نسبت به پنتامیدین در یک دوز منفرد و مشابه در درمان لیشمانیاز در موش‌ها از خود نشان می‌دهد. مشتقات آلی ایریدیوم و پلاتین در مقابله با تی-بروسی در جوندگان مورد آزمایش قرار گرفتند، که موش‌های آلوده را با یک دز منفرد معالجه نمودند. یک ترکیب آلی ایریدیوم همچنین از خود فعالیت ضد فیلاریاز نشان داد و در مقابل لاروهای عفونی مولینما دستیا و بورگیا پاهانگی انگل‌های هلمینز انسانی اثر قوی و در مقابل لیشمانیاز اثرضعیفی از خود بروز داده است. کمپلکس ایریدیوم به نحو قابل توجهی دارای سمیت کمتری نسبت به ایزوتیونات پنتامیدین است، به‌طوریکه تجویز آن در دوزهای کشنده از ایزوتیونات پنتامیدین برای این کمپلکس در موش‌ها مجاز می‌باشد. مشتق آلی ایریدیوم با پنتامیدین در تاژک‌های دونووانی جمع می‌شود و با زیرواحدهای ریبوزومی، پیوند می‌دهد اما تأثیری بر سنتز درشت مولکولی ندارد. پر واضح است بقیهٔ کمپلکس‌های آلی فلزی دارای مکانیسم متفاوتی می‌باشند، مثلاً کمپلکس‌های اوسمیوم با یکی کردن آمینواسیدها و پپتیدها به عنوان لیگاند به شکل غیرمستقیم و از طریق جلوگیری از سنتز درشت مولکولی از رشد لیشمنیا دونووانی ممانعت می‌کند.
یک سری ازمشتقات بنزیمیدازول‌های آلی فلزی برای فعالیت‌های ضد انگلی مورد ارزیابی قرار گرفته‌اند. از میان این ترکیب‌های کمپلکس روتنیوم آمینوبنزوتیازول است که مؤثرترین ترکیب مورد آزمایش قرار گرفته برای فعالیت‌های ضد انگلی لارو عفونت‌زای مولینما دستیا و مادهٔ بزرگسال بورگیا پاهانگی می‌باشد.
اگرچه برخی از فلزات سنگین به خاطر فعالیت‌های آنتی فیلاریاز شناخته شده‌اند اما فقط ترکیب‌های آلی فلزی روتنیوم قابلیت‌های بیشتری نسبت مولکول‌های آلی با کارکرد مشابه از خود نشان داده است.

### چاگاس
بیماری چاگاس که به وسیلهٔ انگل تریپانوسوماکروزی ایجاد می‌شود، به عنوان یک بیماری غیرقابل درمان که میلیون‌ها نفر در آمریکای جنوبی را گرفتار ساخته باقی‌مانده است. در مورد این بیماری هرگز دارو درمانی موفق نشده‌است، زیرا درمان رایج آن به وسیله داروهای مهلک آلی صورت می‌پذیرد که به علت سمی بودن دارو، میزان دز محدودی از آن قابل استفاده است.
کرم‌های هلمینز شامل کرم‌های قلابی، کرم‌های کدو و انگل‌های روده هستند که عوامل بسیاری از بیماری‌ها در سراسر دنیا به‌شمار می‌روند. به‌طور مثال شیوع بیماری‌ها از طریق کرم‌ها، سالانه بالغ بر دویست میلیون مورد است که در ردیف بیماری‌های حاد در اروپا و آمریکای شمالی محسوب می‌شوند.
مشابه روش فلزدار کردن کلروکین، یک سری از کمپلکس‌های ایریدیوم، پالادیوم، پلاتین، آنتیموان، رودیوم و اوسمیوم با داروهای آلی تهیه شده‌اند که توانایی مقابله با انگل‌های بیماری‌زای مقاوم‌شده را دارند.